# 胡秉方
胡秉方（1916年12月5日—2000年9月7日），江苏常熟人。中国有机化学和农药化学家，北京农业大学教授。

## 生平
1916年12月5日生于江苏省常熟县一个小店员家庭。初中毕业后考入江苏省立苏州中学化工科，毕业后被推荐到天津南开大学应用化学研究所实习。1936年9月入清华大学理学院化学系学习，1940年6月毕业于西南联合大学理学院化学系，在重庆中央大学化学系任助教。1945年至1948年，公费在英国利兹大学研究生院学习，获哲学博士学位。1948年初回国后，任清华大学农学院副教授。1949年10月起，历任北京农业大学副教授、教授，农药研究室主任。主要从事有机磷农药研究。著有《有机化学》。曾任中国化工学会理事、中国化学会应用化学委员会委员、北京市农药学会理事长等职务。1987年11月离休。2000年9月7日在北京逝世。